# State of Alert
State of Alert (ou S.O.A.) foi uma banda estadunidense de hardcore punk. A banda foi formada em 1980, na cidade de Washington, D.C., e chegou ao fim no ano seguinte, em 1981.

## História
A State of Alert era liderada por Henry Garfield, que, mais tarde, adotou o pseudônimo de Henry Rollins. Eles formaram a banda em outubro de 1980, porém ela chegou ao fim em julho de 1981. Durante o curto tempo de duração da banda, eles lançaram o álbum No Policy (com apenas dez músicas), e contribuíram para a coletânea Flex Your Head. Ambos os álbuns foram lançados pela gravadora Dischord Records.
A State of Alert fez 12 shows por toda a parte oriental dos Estados Unidos, sendo que o primeiro show deles ocorreu em 6 de dezembro de 1980 (em Washington, D.C.), e o último em 10 de julho de 1981 (na Filadélfia). Henry Rollins, alguns anos mais tarde, comentou as performances: "Todos os shows variavam de 11 a 14 minutos, pois as músicas tinham apenas 40 segundos... e o resto do tempo a gente apenas enrolava, dizendo: 'Vocês estão prontos? Vocês estão prontos?' E as nossas músicas ficavam extremamente pobres em meio àquele monte de 'Vocês estão prontos?'"

### Fim da banda
Hoje, a State of Alert é lembrada como sendo a primeira banda de Henry Rollins, lembrando que isso ocorreu antes de ele entrar no Black Flag (e antes também de ele formar a Rollins Band). Mas, acima de tudo isso, a State of Alert é um exemplo do começo do Hardcore nos Estados Unidos, que serviu para influenciar bandas como Negative Approach e Agnostic Front.
O guitarrista Michael Hampton, em 1981, formou a banda The Faith, ao lado de Alec MacKaye (irmão de Ian MacKaye) que juntou-se ao vocal, e Ivor Hansen, o último baterista da State of Alert. O baixista Wendel Blow, foi tocar nas bandas Iron Cross e Lethal Intent.

## Membros
- Henry Rollins − vocal (Outubro de 1980 — Julho de 1981)
- Michael Hampton − guitarra (Outubro de 1980 — Julho de 1981)
- Wendel Blow − baixo (Outubro de 1980 — Julho de 1981)
- Simon Jacobsen − bateria (Outubro de 1980 — Março de 1981)
- Ivor Hanson − bateria (Março de 1981 — Julho de 1981)

## Discografia
- No Policy (1981)
- Flex Your Head (1982)